# 奥拉德
奥拉德（Aurad），是印度卡纳塔克邦Bidar县的一个城镇。总人口16189（2001年）。

## 人口
该地2001年总人口16189人，其中男性8389人，女性7800人；0—6岁人口2691人，其中男1385人，女1306人；识字率55.83%，其中男性为64.86%，女性为46.13%。